# Едвард Џенер
Едвард Џенер (енгл. Edward Jenner; Беркли, 17. мај 1749 — Беркли, 26. јануар 1823) је био енглески сеоски лекар у Берклију, познат по раду који је у медицину увео вакцину за велике богиње.
У Џенерово време радила се инокулација богињама, која је имала две огромне мане: била је опасна и кад би инфекција од инокулације прошла, и пацијент је био заражен богињама. Ово га је чинило неотпорним на било коју фамилију на коју већ није био имун. Постојала је локална традиција међу онима који су музли краве да онај ко се зарази такозваним „крављим богињама“ не добија велике богиње. Кравље богиње су повезане са богињама и Џенер је схватио да, уколико је локална традиција тачна, то би представљало одређену предност у односу на коришћење богиња у инокулацији. Дана 14. маја 1796. године, тестирао је инокулацију крављим богињама на осмогодишњем дечаку, Џејмсу Фипсу на исти начин као и што се радила инокулација богињама. Дечко се после 6 месеци успешно опоравио. Када је Џенер после применио инокулацију богињама, дечак је већ био имун. Џенер је овај метод назвао вакцинација (vaccination), јер је оригинални материјал био од краве (лат. Vacca). Џенер је увидео дугосежне импликације вакцинације, и знао је да ће доћи дан када богиње неће представљати опасност; његов сан се и остварио глобалним истребљењем ове болести касних 70-их 20. века. За овај пионирски рад на пољу вакцинације, Џенер се сматра оцем имунизације.
Студирао је анатомију и хирургију код Џон Хантера, познатог лондонског хирурга, а онда се вратио у Беркли на праксу. Џенерова кућа у Берклију је сада Џенеров музеј. Џенер је био и пажљиви посматрач природе, и први који је запазио како младунци кукавице гурају јаја птице чије је гнездо, да би само они узимали храну од лажних родитеља. Због овог запажања изабран је за члана краљевског друштва 1789. године.

## Публикације
- 1798 An Inquiry into the Causes and Effects of the Variolæ Vaccinæ[6]
- 1799 Further Observations on the Variolæ Vaccinæ, or Cow-Pox.[7]
- 1800 A Continuation of Facts and Observations relative to the Variolæ Vaccinæ 40pgs[8]
- 1801 The Origin of the Vaccine Inoculation[9]